# Wilson Laus Schmidt

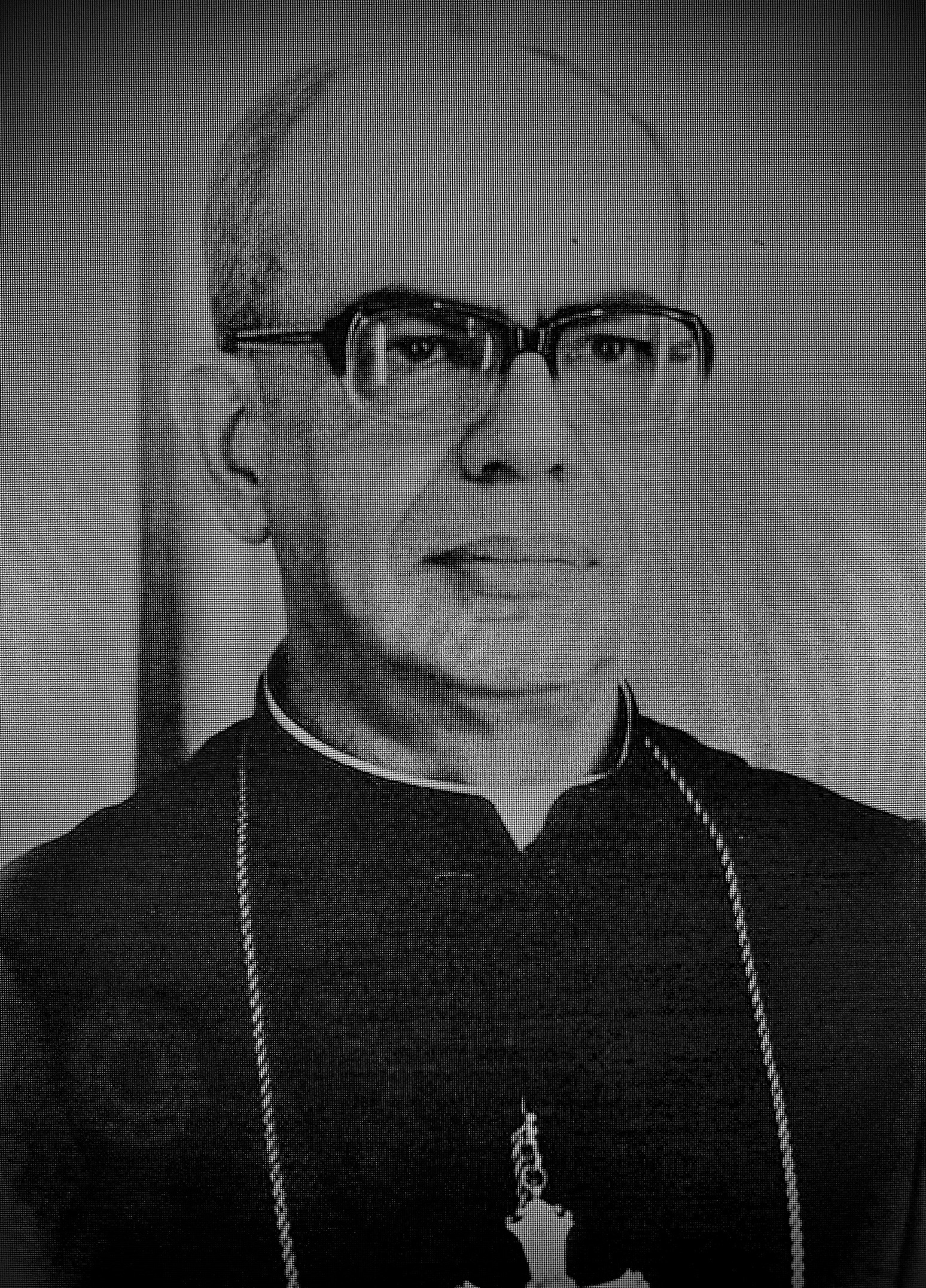
Bischof Wilson Laus Schmidt

Wilson Laus Schmidt (* 13. Mai 1916 in Florianópolis, Santa Catarina, Brasilien; † 7. Mai 1982) war Bischof von Chapecó.

## Leben
Wilson Laus Schmidt empfing am 31. Dezember 1939 das Sakrament der Priesterweihe.
Am 5. September 1957 ernannte ihn Papst Pius XII. zum Titularbischof von Rhaedestus und zum Weihbischof in Rio de Janeiro. Der Erzbischof von São Sebastião do Rio de Janeiro, Jaime Kardinal de Barros Câmara, spendete ihm am 8. Dezember desselben Jahres die Bischofsweihe; Mitkonsekratoren waren der Erzbischof von Florianópolis, Joaquim Domingues de Oliveira, und der Koadjutorerzbischof in Florianópolis, Félix César da Cunha Vasconcellos OFM.
Am 18. Mai 1962 bestellte ihn Papst Johannes XXIII. zum Bischof von Chapecó. Papst Paul VI. nahm am 22. Januar 1968 das von Wilson Laus Schmidt vorgebrachte Rücktrittsgesuch an und ernannte ihn zum Titularbischof von Synnada in Mauretania. Am 16. März 1971 verzichtete Schmidt auf das Titularbistum Synnada in Mauretania.
Wilson Laus Schmidt nahm an allen vier Sitzungsperioden des Zweiten Vatikanischen Konzils teil.